# Lumea Pay
Lumea Pay (1974) (titlu original The Mote in God's Eye) este un roman science-fiction al scriitorilor americani Larry Niven și Jerry Pournelle. Acțiunea se petrece într-un viitor îndepărtat în universul CoDominium al lui Pournelle și descrie primul contact dintre omenire și o specie extraterestră. Titlu original reprezintă un joc de cuvinte după evangheliile lui Luca 6:41–42 și Matei 7:3–5. Romanul a fost nominalizat la premiile Hugo, Nebula și Locus în 1975.
Cartea descrie o civilizație extraterestră complexă, Payii. Membrii ei sunt complet diferiți (atât fizic, cât și psihologic) de omenire, în moduri care devin tot mai clare pe parcursul cărții. Personajele umane acoperă o gamă largă, de la eroul tipic, în persoana căpitanului Roderick Blaine, până la ambiguul prinț al comerțului și posibil trădător Horace Bury. Robert A. Heinlein, cu care autorii s-au consultat pe parcursul scrierii romanului, consideră cartea "probabil cel mai bun roman science fiction citit de mine vreodată".
Romanul reprezintă un exemplu de hard science fiction prin atenția acordată detaliilor științifice. Marea majoritate a operelor lui Larry Niven și Jerry Pournelle aparțin acestui gen, această carte dezbătând probleme de mecanică, fizică și călătorie interplanetară. Generatorul Alderson și câmpul Langston din carte sunt invenții literare, dar se bazează pe extrapolarea unor descoperiri științifice.
După aproape douăzeci de ani, cei doi autori au scris o continuare a romanului, intitulată The Gripping Hand, publicată în Marea Britanie ca The Moat around Murcheson's Eye. În decembrie 2010, cu acordul lui Niven și Pournelle, fata acestuia din urmă, J.R. Pournelle, a lansat o nouă continuare, Outies, scrisă mai ales pentru a răspunde problemelor ridicate de critici în legătură cu operele anterioare.
În limba română, cartea a fost publicată în două volume de către Editura Teora: Lumea Pay: Contactul și Lumea Pay: Confruntarea.

## Intriga
În secolul XXXI, omenirea s-a împrăștiat în spațiu, colonizând numeroase planete, mulțumită descoperirii, în anul 2033, a generatorului Alderson, care îi permite unei nave să călătorească instantaneu între două puncte din spațiu. Cea mai mare parte a planetelor colonizate se află sub conducerea celui de-al doilea Imperiu al Omului, dar în limitele acestui imperiu au izbucnit răscoale. În acest context are loc apariția neașteptată a unei sonde extraterestre cu velă solară, provenind din sistemul solar neexplorat Pay.
Imediat se organizează o expediție de explorare, constituită din nave ale marinei imperiale: crucișătorul MacArthur, comandat de căpitanul Roderick Harold și nava de război Lenin, comandată de amiralul Kutuzov. În cadrul echipajului crucișătorului MacArthur se află oameni de știință care încearcă să stabilească un prim contact cu extratereștrii. Lenin are ordin de a supraveghea evenimentele și de a împiedica extratereștrii să dobândească tehnologia militară a Imperiului, în special a generatorului Alderson și a Câmpului Langston, un dispozitiv de ecranare împotriva diferitelor tipuri de energie.
În timpul șederii în sistemul payenilor, oamenii află despre aceștia că sunt hermafrodiți, schimbându-și sexul continuu de-a lungul vieții, ceea ce duce la o continuă explozie demografică. De îndată ce crește presiunea suprapopulării, războaiele sunt inevitabile. Payenii sunt împărțiți în opt subspecii mari, una dintre ele - stăpynii - ținând ascunsă existența unui alt tip: războynicii. Fiecare război are ca rezultat distrugerea aproape totală a civilizației, dar rata crescută a nașterilor permite repopularea planetei. La acest proces contribuie și muzeele care permit populației supraviețuitoare, odată ajunsă la un nivel de dezvoltare suficient de avansat încât să rezolve puzzle-ul de la ușă, să aibă acces la un catalog al civilizațiilor și la un registru de arme.
Fiecare civilizație se ridică, deschide muzeele și descoperă că, cu excepția situației în care rezolvă problema care a distrus atâtea alte civilizații anterioare, este blestemată. Din acest motiv, payenii s-au resemnat fatalist succesiunii ciclurilor fără sfârșit. Doar un personaj mitic, numit "Eddie Nebunu'" crede că acest curs poate fi schimbat și, astfel, orice payean care crede că există vreo soluție este etichetat ca un "Eddie Nebunu'", fiind considerat anormal. 
O coaliție de stăpyni propune rezolvarea crizei prin folosirea generatorului Alderson pentru ca payenii să se răspândească pe alte planete, dar aceasta soluție doar ar amâna problemele. În cele din urmă, ar fi mai ușor pentru payeni să declare război omenirii, deoarece aceasta nu le-ar putea face față din punct de vedere tehnologic, biologic sau chiar numeric. Deși și această variantă nu ar face decât să amâne deznodământul, payenii sunt dispuși să o încerce, decât să facă față unui nou colaps.
Payenii trimit trei ambasadori care să determine omenirea să le permită părăsirea sistemului solar. Punând cap la cap cunoștințele dobândite în cursul expediției lui MacArthur, oamenii își dau seama că ceva nu este în regulă și resping cererea. Singura alternativă viabilă pentru omenire pare instituirea unei blocade asupra sistemului payean, lăsând ciclurile distructive să se desfășoare în ritmul lor, până când oamenii vor reuși să găsească o soluție pentru rata foarte mare de înmulțire a payenilor. Cartea se încheie cu teama payenilor ca nu cumva omenirea să profite de distrugerile ciclului care urmează să se încheie, exterminându-le populația. Chiar dacă până atunci omenirea va găsi o soluție la problema natalității, sau chiar dacă omenirea va folosi prilejul pentru a scăpa de acest inamic periculos, se pare că "Eddie Nebunu'" a avut dreptate: ciclurile vor lua sfârșit.

## Premii și nominalizări
- Nominalizat la premiul Nebula pentru "Cel mai bun roman" în 1975.[1]
- Nominalizat la premiul Hugo pentru "Cel mai bun roman" în 1975.[1]
- Nominalizat la premiul Locus pentru "Cel mai bun roman science fiction" în 1975.[1]